# Reynosia wrightii
Reynosia wrightii är en brakvedsväxtart som beskrevs av Ignatz Urban. Reynosia wrightii ingår i släktet Reynosia och familjen brakvedsväxter. Inga underarter finns listade i Catalogue of Life.